# أبو محمد العدناني
أبو محمد العدناني الشامي هو طه صبحي فلاحة المتحدث الرسمي السابق لتنظيم الدولة الإسلامية. ولد عام 1977 في بلدة بنش قرب مدينة سراقب في محافظة إدلب، سكن في قضاء حديثة في محافظة الأنبار في غرب العراق. وفي 30 أغسطس 2016 أعلنت وكالة أعماق الإخبارية مقتله أثناء مشاركته في أحد المعارك بحلب.

## الاعتقال
اعتُقِل العدناني في 31 مايو 2005 في محافظة الأنبار العراقية على يد قوات التحالف الدولي في العراق، واستخدم حينها اسماً مستعارا وهو «ياسر خلف حسين نزال الراوي» وقد أفرج عنه.

## إعلان الخلافة
أعلن أبو محمد العدناني الخلافة في عام 1435 هـ الموافق 2014 ومبايعته لأبو بكر البغدادي عندما ظهر في مقطع فيديو في شريط حدودي بين سوريا والعراق يدعي كسر صنم سايكس بيكو -الحدود- وتوحيد المسلمين. ظهر أيضاً في مقطع آخر له يصف أوباما قائلاً: «أيا بغل اليهود خسئت» واصفاً الرئيس الأمريكي أوباما بأنه سيهزم بعد أن يجرَّ إلى معركة برية على الأرض متحدياً إياه، وذلك حينما أعلن أوباما بأنه لن يرسل قوات برية إلى سوريا أو العراق. وأعلن في تسجيل صوتي له بعنوان: «فيقتُلونَ ويُقتَلون» أن زعيم تنظيم الدولة الإسلامية أبا بكر البغدادي قبل بيعة أبي بكر شيكاو زعيم جماعة بوكو حرام، داعياً جميع المسلمين إلى النفير لغرب أفريقيا التي أصبحت تحت ظل «الخلافة»؛ وختم العدناني كلمته الصوتية بقوله: «لئن كنتم تطمحون في الموصل أو جرابلس أو درنة أو غابة في أدغال نيجيريا أو السيطرة على عشش في صحراء سيناء، فإننا نريد باريس قبل روما، ونريد كابول، كراتشي، والرياض، وعمان، وأبوظبي وغيرها».

## كلماته الصوتية
تنظيم دولة العراق الإسلامية:

| م | العنوان                    | التاريخ                          |
| - | -------------------------- | -------------------------------- |
| 1 | إن دولة الإسلام باقية      | رمضان 1432هـ / 2 أغسطس 2011      |
| 2 | الآن الآن جاء القتال       | ربيع الأول 1433هـ / يناير 2012   |
| 3 | العراق العراق يا أهل السنة | ربيع الثاني 1433هـ / فبراير 2012 |
| 4 | إنما أعظكم بواحدة          | جمادى الآخرة 1433 هـ / مايو 2012 |
| 5 | واهاً لريح الجنة            | شعبان 1433 هـ / يونيو 2012       |
| 6 | الاقتحامات أفجع            | ذو الحجة 1433 هـ / نوفمبر 2012   |
| 7 | سبع حقائق                  | صفر 1434 هـ / يناير 2013         |

الدولة الإسلامية في العراق والشام:
| م  | العنوان                               | التاريخ                           |
| -- | ------------------------------------- | --------------------------------- |
| 1  | فاقتلوهم إنهم مشركون                  | شعبان 1434 هـ / يونيو 2013        |
| 2  | فذرهم وما يفترون                      | شعبان 1434 هـ / يونيو 2013        |
| 3  | ولقد نصركم الله ببدر وأنتم أذلة       | رمضان 1434 هـ / يوليو 2013        |
| 4  | لن يضروكم إلا أذى                     | رمضان 1434 هـ / يوليو 2013        |
| 5  | السلمية دين من؟                       | شوال 1434 هـ / أغسطس 2013         |
| 6  | لك الله أيتها الدولة المظلومة         | ذو القعدة 1434 هـ / سبتمبر 2013   |
| 7  | والرائد لا يكذب أهله                  | ربيع الأول 1435 هـ / يناير 2014   |
| 8  | ثم نبتهل فنجعل لعنة الله على الكاذبين | جمادى الأولى 1435 هـ / مارس 2014  |
| 9  | وليمكنن لهم دينهم الذي ارتضى لهم      | جمادى الآخرة 1435 هـ / أبريل 2014 |
| 10 | ما كان هذا منهجنا ولن يكون            | جمادى الآخرة 1435 هـ / أبريل 2014 |
| 11 | عذرا أمير القاعدة                     | رجب 1435 هـ / مايو 2014           |
| 12 | ما أصابك من حسنة فمن الله             | شعبان 1435 هـ / يونيو 2014        |

تنظيم الدولة الإسلامية:
| م | العنوان                   | التاريخ                          |
| - | ------------------------- | -------------------------------- |
| 1 | هذا وعد الله              | رمضان 1435 هـ / يونيو 2014       |
| 2 | إن ربك لبالمرصاد          | ذو القعدة 1435 هـ / سبتمبر 2014  |
| 3 | قل موتوا بغيظكم           | ربيع الثاني 1436 هـ / يناير 2015 |
| 4 | فيَقتلون ويُقتلون           | جمادى الأولى 1436 هـ / مارس 2015 |
| 5 | يا قومنا أجيبوا داعي الله | رمضان 1436 هـ / يونيو 2015       |
| 6 | قل للذين كفروا ستغلبون    | ذو الحجة 1436 هـ / أكتوبر 2015   |
| 7 | ويحيى من حي عن بينة       | شعبان 1437 هـ / مايو 2016        |

## مؤلفاته
كان أغلب ما كتبه منظوماً، ومن أبرز ما كتبه من المنظوم والمنثور:
1. متن في فقه الجهاد ومسائله.
2. السلسلة الذهبية في الأعمال القلبية، وهي منظومة في أعمال القلوب وما يتعلق بها.
3. معينة الحفاظ.
4. قصيدة في ذكر معركة الفلوجة الثانية.
5. قصيدة بعنوان: «القاعدي».

## مقتله
قتل أبو محمد العدناني الناطق الرسمي «لتنظيم الدولة الإسلامية (داعش)» في الثلاثين من أغسطس عام 2016 م، في غارة جوية شنتها قوات التحالف الدولي على ريف حلب شمال سوريا.